# Condado de Kildare
O Condado de Kildare (Cill Dara em irlandês) é um condado da República da Irlanda, no leste do país. Situa-se na província de Leinster e sua capital é Naas.
Parte da Grande Dublin, Kildare tem como vizinhos os condados de Meath a norte, Fingal e South Dublin a leste e Wicklow a sudeste; fora da Grande Dublin estão Carlow a sul, Laois a sudoeste e Offaly a oeste.